# Karl Gebhardt
Se procura o filósofo, veja Carl Gebhardt.
Karl Franz Gebhardt (Haag in Oberbayern, 23 de novembro de 1897 — Landsberg am Lech, 2 de junho de 1948) foi um médico alemão; médico pessoal de Heinrich Himmler e um dos coordenadores e executores dos experimentos cirúrgicos realizados nos campos de concentração em Ravensbrück e Auschwitz. Em 1919 ele iniciou os estudos em medicina em Munique.
Muitos historiadores descrevem-no como uma das figuras mais sombrias da elite nazista; Adolf Hitler descreveu-o como "o homem com coração de ferro".
Foi condenado à morte no Julgamento dos Médicos em Nuremberg e enforcado em 2 de junho de 1948.

## Segunda Guerra Mundial
Gebhardt serviu como Cirurgião Chefe do Estado-Maior do Reich durante a Segunda Guerra Mundial, e sob sua direção o Sanatório Hohenlychen tornou-se um hospital militar para a Waffen-SS.
Em 27 de maio de 1942, Himmler ordenou que Gebhardt fosse enviado a Praga a fim de atender Reinhard Heydrich, que foi ferido por uma granada antitanque durante a Operação Antropoide no início daquele dia. Heydrich era SS-Obergruppenführer e General der Polizei, e o Reichsprotektor atuante do Protetorado da Boêmia e Morávia. Quando Heydrich desenvolveu febre após a cirurgia de suas extensas feridas, Theodor Morell, médico pessoal de Adolf Hitler, sugeriu a Gebhardt que tratasse Heydrich com sulfonamida (um antibiótico precoce). Gebhardt recusou o conselho de Morell, esperando que Heydrich se recuperasse sem terapia antibiótica. Heydrich morreu de sepse em 4 de junho de 1942, oito dias após o ataque. A recusa de Gebhardt em prescrever sulfonamida contribuiu para a morte de Heydrich e teve muitas implicações infelizes para prisioneiros de campos de concentração, sobre os quais ele mais tarde conduziu experimentos médicos.
No início de 1944, Gebhardt tratou Albert Speer de fadiga e um joelho inchado. Ele quase matou Speer até ser substituído por outro médico, Dr. Friedrich Koch, que interveio em nome de Speer.
Em 22 de abril de 1945, um dia antes de o Exército Vermelho entrar nos arredores de Berlim, Joseph Goebbels trouxe sua esposa e filhos para o Vorbunker para ficar. Adolf Hitler e alguns membros leais estavam presentes no Führerbunker adjacente para dirigir a defesa final de Berlim. Gebhardt, em sua qualidade de líder da Cruz Vermelha Alemã, abordou Goebbels sobre levar as crianças para fora da cidade com ele, mas foi demitido por Goebbels.

## Experimentos médicos em campos de concentração
Durante a guerra, Gebhardt conduziu experimentos médicos e cirúrgicos em prisioneiros nos campos de concentração de Ravensbrück (que ficava perto do Sanatório Hohenlychen) e Auschwitz. Em Ravensbruck, ele enfrentou inicialmente a oposição do comandante do campo Fritz Suhren, que temia problemas legais futuros devido ao status da maioria dos internos do campo como prisioneiros políticos, mas a liderança da SS apoiou Gebhardt e Suhren foi forçado a cooperar.
A fim de absolver Gebhardt por sua falha em prescrever sulfonamida para Heydrich, Himmler sugeriu a Gebhardt que realizasse experimentos provando que a sulfonamida era inútil no tratamento da gangrena e sepse. Para justificar sua decisão de não administrar sulfas no tratamento das feridas de Heydrich, ele realizou uma série de experimentos com prisioneiros do campo de concentração de Ravensbrück, quebrando suas pernas e infectando-os com vários organismos para provar a inutilidade das drogas no tratamento de gases gangrena. Ele também tentou transplantar os membros das vítimas do campo para soldados alemães feridos no front russo. Os experimentos de Ravensbrück foram tendenciosos a favor de Gebhardt; as mulheres no grupo experimental tratado com sulfonamida receberam pouco ou nenhum cuidado de enfermagem, enquanto as do grupo de controle não tratado receberam melhor cuidado. Não surpreendentemente, aqueles no grupo de controle tinham maior probabilidade de sobreviver aos experimentos.

## Julgamento e execução
Durante os Julgamentos de Nuremberg subsequentes, Gebhardt foi julgado no Julgamento dos Médicos (9 de dezembro de 1946 a 20 de agosto de 1947), junto com outros 22 médicos. Ele foi considerado culpado de crimes de guerra e crimes contra a humanidade e condenado à morte em 20 de agosto de 1947. Ele foi enforcado em 2 de junho de 1948, na prisão de Landsberg, na Baviera.